# Écho inversé
L'écho inversé ou écho inverse (en anglais reverse echo) est un effet sonore qui consiste à enregistrer la réverbération produit par un signal joué à l'envers, et à ensuite inverser le tout pour obtenir le signal original avec son écho inversé. L'écho précède ainsi le son qui l'a produit[réf. nécessaire].
Cet effet est souvent employé sur les voix dans les films d'horreur. L'écho inversé produit un effet progressif qui ajoute de la tension et de l'intensité à une scène. Il peut aussi être employé pour créer des explosions ou des effets d'ambiance. L'écho inversé aurait été inventé par Jimmy Page qui affirme l'avoir mis au point lors de l'enregistrement d'un single des Yardbirds, Ten Little Indians en 1967. L'effet figure sur plusieurs chansons de Led Zeppelin.

## Réalisation technique

### Défauts sur bandes magnétiques
Les enregistrements magnétiques sur bande peuvent présenter un effet de pré-écho dû à une copie accidentelle, par contact, du signal d'une spire de la bobine de bande magnétique sur une autre, qui devient audible quand la bande n'a pas de signal, avant le début de l'enregistrement, et que le morceau commence avec une attaque vigoureuse.

### Écho inversé numérique
Certaines pédales d'effet ou processeurs d'effets en rack proposent une fonctionnalité d'écho inversé. 
Certaines pédales proposent également une fonctionnalité de delay inversé (reverse delay), où les notes sont répétées à l'envers.

## Chansons et morceaux avec un effet d'écho inversé
L'écho inversé a été fréquemment employé dans le rock et le metal.
- You Shook Me /Led Zeppelin
- Whole Lotta Love / Led Zeppelin
- When the Levee Breaks / Led Zeppelin
- The Wanton Song / Led Zeppelin
- Sick Again / Led Zeppelin
- Arise / Sepultura
- Event Flow / Pearl Jam
- Hurt / Nine Inch Nails
- Let My Love Open the Door / Pete Townshend
- Mutilated Lips / Ween
- Silverfuck / Smashing Pumpkins
- Dun Ringill / Jethro Tull
- In the Air Tonight / Phil Collins
- H. / Tool
- The Pot / Tool
- Strip My Mind / Red Hot Chili Peppers
- Dark/Light / John Frusciante
- I Am In Love With You / Imogen Heap
- The Happiest Days of Our Lives / Pink Floyd
- Alucard / Gentle Giant
- Snowman / XTC
- Feel Flows / The Beach Boys
- For The Love of Money / The O'Jays
- Heir Apparent / Opeth
- A Kind of Magic / Queen